# 에타지마섬

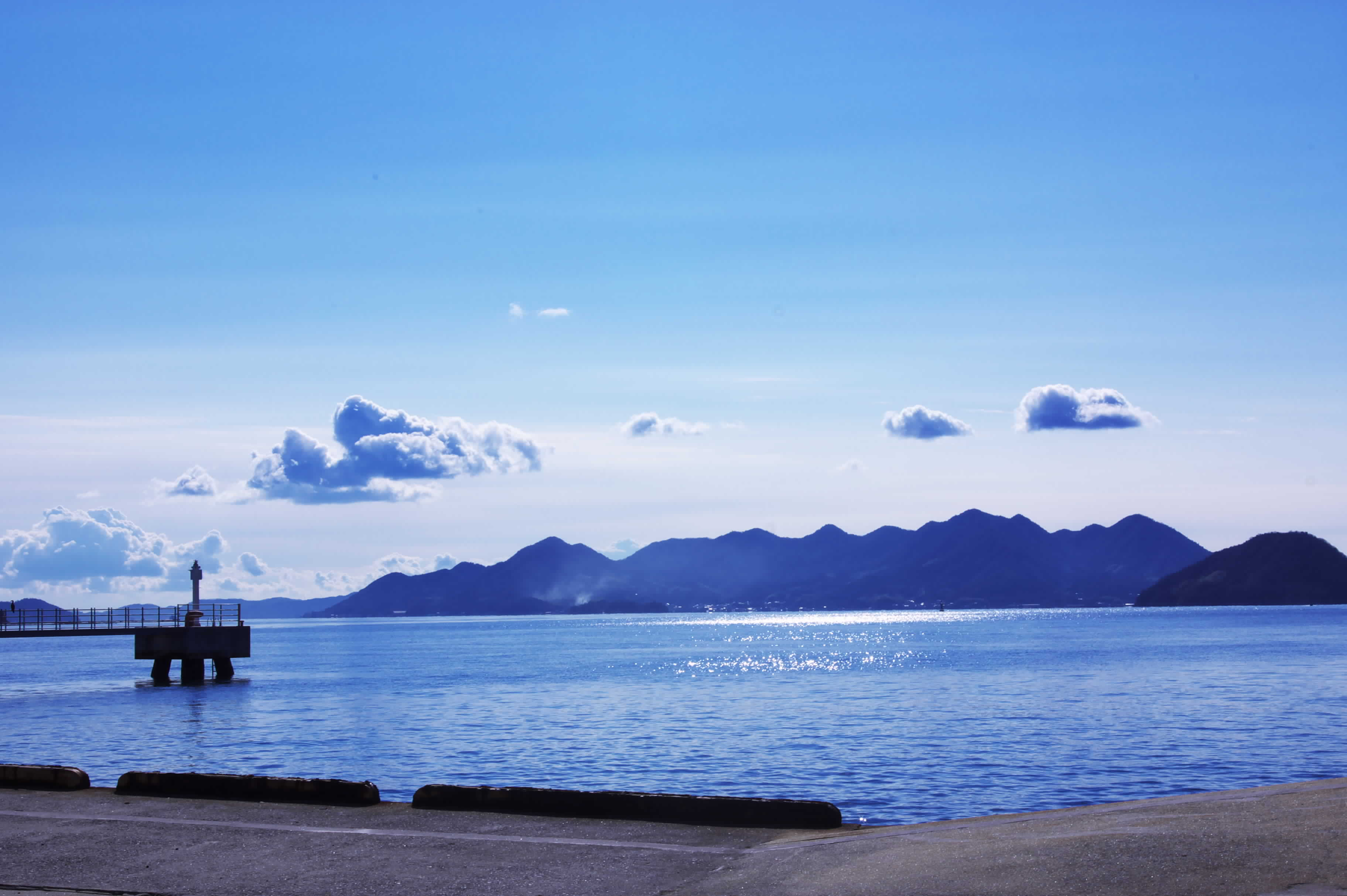

에타지마섬(江田島)은 일본 혼슈 히로시마현의 섬이다. 이 섬에는 에타지마시가 위치해 있다. 과거 일본해군의 해군사관양성학교가 있었으며 현재는 해상자위대 간부후보생학교가 있다. 이 섬은 구라하시섬(倉橋島)과 노미섬(能美島)으로 구분된다. 이 섬 주변에는 수 백개의 섬들이 펼쳐져 있다.

## 같이 보기
- 에타지마시